# Indische Makrele
Die Indische Makrele oder auch Großmaul-Makrele (Rastrelliger kanagurta) ist ein primitiverer Vertreter der Scombridae, das heißt, der Fisch hat eine Schwimmblase normaler Größe und wenige Flössel (je 5–7). Er lebt in tropischen und subtropischen Meeresgebieten des indo-westpazifischen Raumes. In letzter Zeit ist er vom Roten in das Mittelmeer vorgedrungen (Lessepssche Migration).
Seine Nahrung besteht aus Eiern und Jungfischen, vorwiegend aber allgemein aus Plankton, insbesondere Copepoden, Pfeilwürmern, Pteropoden, Algen u. ä. Entsprechend hat er eine enge Kiemenreuse. Er zählt zu den Fischen, die bei genügender Planktondichte vom Einzel-Aufschnappen zum Plankton-Seihen mit weit geöffnetem Maul (ram feeding) übergehen (wie Sardellen).
Der Schwarmfisch lebt vorwiegend oberflächen- und küstennah, erreicht maximal 35 cm Länge, meist nur bis 25 cm. Er gilt als schmackhaft, wird daher mit Netzen (kommerziell) und Angeln gefangen. Er laicht pelagisch. Das Maximalalter dürfte vier Jahre betragen.